# Paratyphlocyba
Paratyphlocyba är ett släkte av insekter. Paratyphlocyba ingår i familjen dvärgstritar.
Kladogram enligt Catalogue of Life:
| Paratyphlocyba | \| \| Paratyphlocyba hazarensis \| \| \| \| \| \| Paratyphlocyba swatensis \| \| \| \| |
|                | \| \| Paratyphlocyba hazarensis \| \| \| \| \| \| Paratyphlocyba swatensis \| \| \| \| |
|                | Paratyphlocyba hazarensis                                                              |
|                |                                                                                        |
|                | Paratyphlocyba swatensis                                                               |
|                |                                                                                        |